# Jimmie Wilson
Jimmie Wilson (n. Detroit, Míchigan, Estados Unidos, 7 de febrero de 1981) es un cantante estadounidense.

## Biografía
Nacido en la ciudad estadounidense de Detroit (Estado de Míchigan). Cuando era muy pequeño ya empezó a cantar en el coro de góspel de su iglesia local, y durante su adolescencia estuvo estudiando interpretación en Hollywood.
Fue allí, en Hollywood, donde consiguió un papel en el musical Sisterella, producido por el Rey del Pop, Michael Jackson, y que le llevó de gira por todo el mundo. Tras finalizar la gira europea, se instaló en Alemania donde continuó con su carrera sobre los escenarios.
En el 2010 consiguió un papel interpretando a Barack Obama, en el musical Hope! – Das Obama Musical, que está basado en la vida del entonces Presidente de los Estados Unidos.
En 2012 probó suerte en el talent show polaco, Must Be the Music. Tylko Muzyka, pero fue eliminado en las semifinales.
Más tarde en 2014 continuó adelante con la música, realizando diversas colaboraciones, como "Summer Time" con el deejay y productor holandés Burak Yeter, "We can touch the sky" con Dj Andi y "No More" con Divided Souls, Le Alen y Samuri. 
Y en 2015 fue cuando empezó a publicar su primeras canciones en solitario como "You're the one (Miss Model of the World)", "So Damm Beautiful" o "The Color Red".
Fue también en 2015 cuando se presentó otra vez al concurso televisivo polaco Must Be the Music. Tylko Muzyka, pero se volvió a quedar en la fase de semifinales.
El domingo día 12 de marzo fue seleccionado de manera interna por el ente público de radiodifusión nacional San Marino RTV, para que en dúo junto a la cantante Valentina Monetta fueran los representantes de San Marino en el Festival de la Canción de Eurovisión 2017 que se celebró durante el mes de mayo en la ciudad de Kiev, Ucrania.
La canción que interpretó en el festival eurovisivo se tituló "Spirit of the Night", fue cantada en inglés, sus letristas fueron Steven Barnacle y Jutta Staudenmayer y la composición estuvo realizada por el destacado compositor alemán Ralph Siegel.